# Sava Bjelanović
Sava Bjelanović (Đevrske, 15. listopada 1850. – Zadar, 2. ožujka 1897.), srpski svećenik i političar. Nakon završene osnovne i srednje škole na talijanskom jeziku u Zadru, 1874. upisao je pravni fakultet u Beču. Bio je jedan od osnivača i prvi predsjednik Srpske narodne stranke u Dalmaciji koja je osnovana nakon raskola u dalmatinskoj Narodnoj stranci 1879. godine. Predvodio je njeno liberalnije krilo, nasuprot konzervativnom, bojovnom krilu koje je predvodio episkop Nikodim Milaš. Zalagao se za suradnju Hrvata i Srba. Priznavao je srpstvo triju vjera, a ne samo pravoslavne. Nakon 1883. bio je biran u Dalmatinski sabor. Godine 1883. u Zadru je pokrenuo Srpski list, organ Srpske narodne stranke. Godine 1888. list je preimenovan u Srpski glas koji je tiskan do 1905. Njegova rana smrt značila je veliki udarac za dalmatinsko srpstvo. Promičući tvrdnju da su i katolici Srbi kao i pravoslavci skovao je slogan Brat je mio ma koje vjere bio. Sahranjen je u Đevrskama, na groblju pokraj pravoslavne Crkve sv. proroka Ilije.